# リーデ
リーデ (ドイツ語: Riede) は、ドイツ連邦共和国ニーダーザクセン州のフェルデン郡に属す町村（以下、本項では便宜上「町」と記述する）である。テディンクハウゼンの西、ブレーメンとブルーフハウゼン＝フィルゼンとの間に位置し、ブレンダー、エムティンクハウゼン、テディンクハウゼンとともにザムトゲマインデ・テディンクハウゼンに属す。

## 地理

### 町の構成
自治体としてのリーデには、リーデ、ハイリゲンブルーフ、フェルデの集落がある。

## 歴史
リーデ（Riede は Ried =「葦」の複数形）という名前は、ヴェーザー川沿いの谷間にある砂地の平地に位置することに由来する。こうした土地の北端にリーデは建設された。1058年に初めて「Ride」として文献上に記録されている。リーデのゴシック建築の聖アンドレアス教会は1270年頃にレンガで建てられた。
この町は以前は旧グラーフシャフト・ホーヤ郡の一部であった。1972年にリーデとフェルデは合併して新しい自治体リーデとなり、フェルデン郡の所属に移された。

## 行政
町議会は13議席からなる。

### 紋章
リーデの町の紋章は、中央を上下にヴェーザー川を示す銀の波帯が貫いている。その波帯の中に、刃を上向きにして広げた羊の毛刈りバサミが描かれている。波帯の両側は緑地に赤い穂をつけた葦がそれぞれ1本ずつ描かれている。

## 引用
1. ↑  Landesamt für Statistik Niedersachsen, LSN-Online Regionaldatenbank, Tabelle A100001G: Fortschreibung des Bevölkerungsstandes, Stand 31. Dezember 2023